# غراهام فيليبس (ممثل)
غراهام ديفيد فيليبس (بالإنجليزية: Graham Phillips)‏ (ولد في 14 أبريل عام 1993) هو ممثل ومغني أمريكي. بدأ حياته المهنية بالتمثيل في سن التاسعة، ومن المعروف عن فيلبس مجموعة متنوعة من الأفلام، أدوار التلفزيونية ومسرحية مثل جوردن باكستر في فيلم يونيفرسال بيكتشرز إيفان الكبير وبن تينسن في بن 10: سباق مع الوقت وزاك فلوريك في مسلسل سي بي إس ذا غود وايف.

## روابط خارجية
- غراهام فيليبس على موقع IMDb (الإنجليزية)
- غراهام فيليبس على موقع ألو سيني (الفرنسية)
- غراهام فيليبس على موقع ميوزك برينز (الإنجليزية)
- غراهام فيليبس على موقع أول موفي (الإنجليزية)
- غراهام فيليبس على موقع قاعدة بيانات برودواي على الإنترنت (الإنجليزية)
- غراهام فيليبس على موقع قاعدة بيانات الأفلام السويدية (السويدية)
- غراهام فيليبس على موقع ديسكوغز (الإنجليزية)
- غراهام فيليبس على موقع قاعدة بيانات الفيلم (الإنجليزية)
- غراهام فيليبس على موقع كينوبويسك (الروسية)